# Mistrzostwa Europy w Lekkoatletyce 1934 – rzut młotem mężczyzn
Konkurs rzutu młotem mężczyzn był jedną z konkurencji rozgrywanych podczas I Mistrzostw Europy w Turynie. Zawody zostały rozegrane w sobotę 8 września 1934 roku na Stadionie im. Benito Mussoliniego w Turynie. Zwycięzcą tej konkurencji został fiński zawodnik Ville Pörhölä, wicemistrz olimpijski z Los Angeles. W rywalizacji wzięło udział jedenastu zawodników z siedmiu reprezentacji.

## Wyniki
| Miejsce | Zawodnik          | Najdłuższy rzut |
| ------- | ----------------- | --------------- |
| 1       | Ville Pörhölä     | 50,34 m         |
| 2       | Fernando Vandelli | 48,69 m         |
| 3       | Gunnar Jansson    | 47,85 m         |
| 4       | Ossian Skiöld     | 47,42 m         |
| 5       | Sulo Pärni        | 46,83 m         |
| 6       | Armando Poggioli  | 46,57 m         |
| 7       | Koit Annamaa      | 45,42 m         |
| 8       | Rudolf Seeger     | 44,52 m         |
| 9       | Petar Gojić       | 44,03 m         |
| 10      | Jaroslav Eliáš    | 41,85 m         |
| 11      | Jaroslav Knotek   | 39,58 m         |